# Actenia
Actenia is een geslacht van vlinders van de familie snuitmotten (Pyralidae), uit de onderfamilie Pyralinae.

## Soorten
- A. achromalis Hampson, 1906
- A. aglossalis Hampson, 1906
- A. beatalis Kalchberg, 1897
- A. borgialis Duponchel
- A. brunnealis Treitschke, 1829
- A. byzacaenicalis Ragonot, 1887
- A. caesarealis Ragonot, 1891
- A. fuscalis Hampson, 1906
- A. gadesialis Ragonot, 1882
- A. grandalis Mabille, 1908
- A. gredalis Zerny, 1935
- A. honestalis Treitschke, 1829
- A. matilei Leraut, 2000
- A. messrialis Turati, 1929
- A. obliquisignalis Hampson, 1906
- A. orbicentralis Rebel, 1902
- A. pallidalis Turati, 1924
- A. persica Amsel, 1949
- A. phaealis Hampson, 1900
- A. rhodesialis Hampson, 1906
- A. rungsi Leraut, 2000
- A. tacapealis Ragonot, 1891